# Санта Бриђида (Болоња)
Санта Бриђида (итал. Santa Brigida) је насеље у Италији у округу Болоња, региону Емилија-Ромања.
Према процени из 2011. у насељу је живело 79 становника. Насеље се налази на надморској висини од 17 м.